# HMS Hereward (H93)
HMS Hereward byl britský torpédoborec třídy H, který sloužil u Royal Navy během druhé světové války. Stavba začala 28. února 1935 v loděnici High Walker Yard of Vickers Armstrong v Newcastle-on-Tyne. Na vodu byl spuštěn 10. března 1936 a do služby byl přijat 9. prosince 1936.
- Hereward se účastnil v červenci 1940 bitvy u Punta Stilo.
- Hereward se účastnil v lednu 1941 Operace Excess ve které společně s křižníkem HMS Bonaventure potopily italskou torpédovku Vega, která napadla konvoj.
- Hereward se účastnil v březnu 1941 bitvy u Matapanu.
- V dubnu 1941 se účastnil evakuace Řecka.
- V květnu 1941 se účastnil evakuace Kréty. 29. května 1941 byl potopen náletem německých a italských střemhlavých bombardérů v průlivu Kaso východně od Kréty.